# درب ويركان (ماريغة)
درب ويركان هو دُوَّار يقع بجماعة ويركان، إقليم الحوز، جهة مراكش آسفي في المملكة المغربية. ينتمي الدوّار لمشيخة ماريغة التي تضم 7 دواوير. يقدر عدد سكانه بـ 1257 نسمة حسب الإحصاء الرسمي للسكان والسكنى لسنة 2004.

## روابط خارجية
- البوابة الوطنية للجماعات الترابية نسخة محفوظة 12 مارس 2018 على موقع واي باك مشين.
- المندوبية السامية للتخطيط